# Annalista Saxo
Annalista Saxo („Szász annalista”) egy nem ismert nevű középkori, latin nyelven író német krónika-szerkesztő megnevezése. Valószínűleg a Nienburgban lévő apátságban élt. 

## Élete
Művében – mely elsősorban egy tény- és adatgyűjtemény – a 741. és 1142. közötti évek frank, majd német uralkodóit, és ezek cselekedeteit jegyezte föl valamikor 1148 és 1152 között. Több mint 100 forrásra hivatkozik, köztük olyanokra is, melyek ma már elvesztek. Ahogy közeledik a saját korához, az Annalista nem elégedett meg pusztán a tények rögzítésével, hanem elemzésének, illetve értékítéletének is hangot adott. Szászország, sőt a Kijevi Rusz történetéhez elsőrangú forrás. Egy példányban maradt fenn, amelyet a Francia Nemzeti Könyvtárban őriznek.

## Fordítás
- Ez a szócikk részben vagy egészben  az   Annalista Saxo című angol Wikipédia-szócikk ezen változatának fordításán alapul.  Az eredeti cikk szerkesztőit annak laptörténete sorolja fel. Ez a jelzés csupán a megfogalmazás eredetét és a szerzői jogokat jelzi, nem szolgál a cikkben szereplő információk forrásmegjelöléseként.